# Xã Adams, Quận Parke, Indiana
Xã Adams (tiếng Anh: Adams Township) là một xã thuộc quận Parke, tiểu bang Indiana, Hoa Kỳ. Năm 2010, dân số của xã này là 5.825 người.